# Mista’arawim

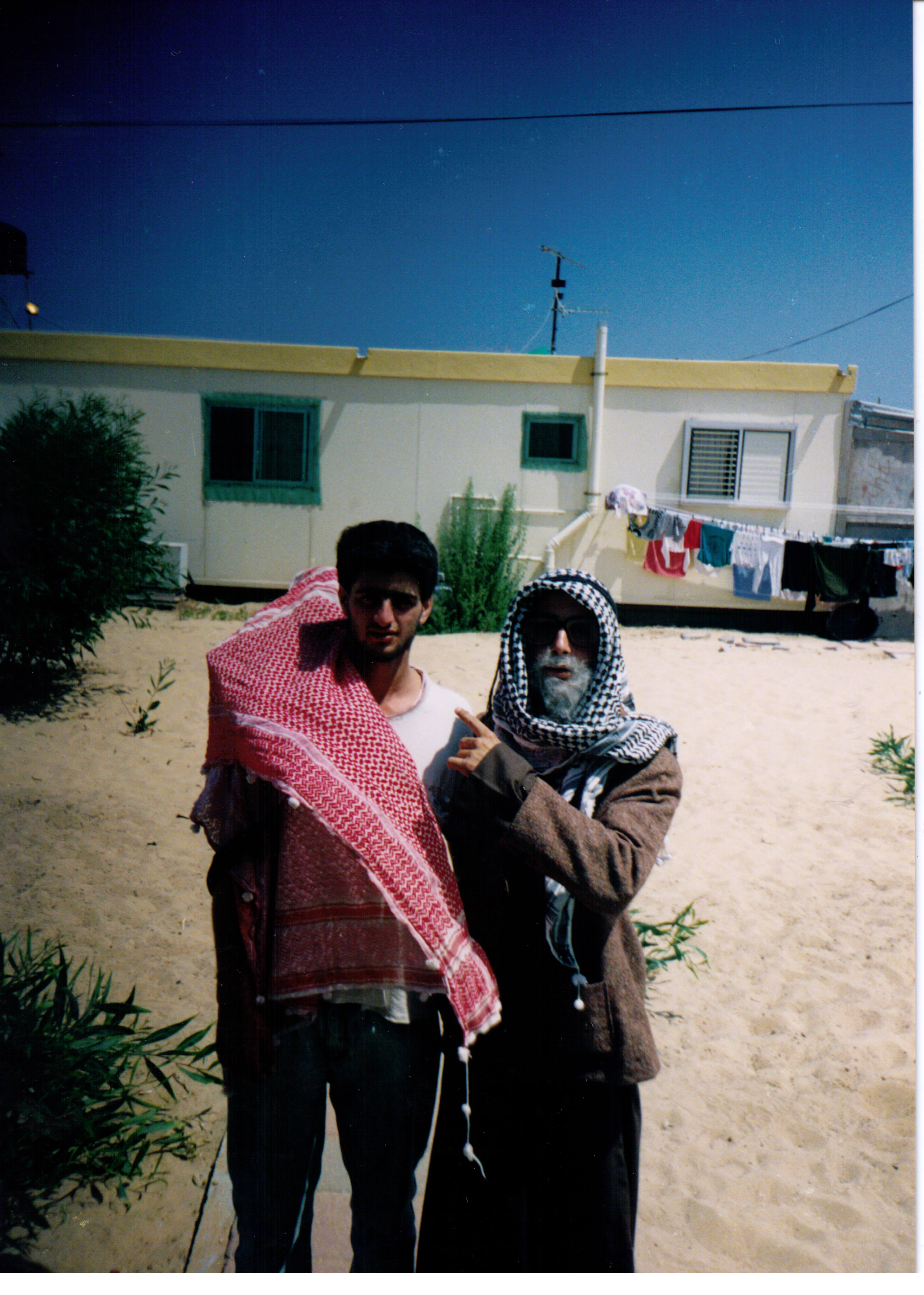
Przykład mista’arawim

Mista’arawim (hebr. מִסְתַּעַרְבִים) – określenie stosowane wobec izraelskich jednostek specjalnych lub członków tych jednostek, wykonujących zadania wywiadowcze lub operacyjno-rozpoznawcze pod przykryciem, będąc zamaskowanym wśród społeczności arabskich poprzez upodabnianie się w zachowaniu, mowie i ubiorze do Arabów.
Jednostki mista’arawiam, ich operatorzy wykorzystywani są jako wsparcie dla działań innych formacji lub do samodzielnych operacji. Mista’arawim używają: Armia Obrony Izraela (szczególnie Aman), Policja Izraela, Straż Graniczna Izraela, Szin Bet, Mosad, a w przeszłości także w Palmachu.

## Etymologia nazwy
Słowo mista’arawim pochodzi od czasownika z binjanu hitpa’el לְהִסְתַּעֲרֵב (lehista’araw, rdzeń סערב), co oznacza podszywać się pod Araba lub zachowywać się jak Arab. Słowo to zostało zaczerpnięte z języka arabskiego, w którym występuje jako musta’rib (مستعرب), czyli zarabizowany . Musta’rib to określenie stosowane również wobec chrześcijan, którzy pozostali na Półwyspie Iberyjskim po podboju arabskim i przejęli arabską kulturę oraz obyczaje, tzw. Mozarabów.

## Pierwsze jednostkimista’arawim

### Ha-Szachari Palmach
Pierwsza jednostka mista’arawim funkcjonowała w strukturze Palmachu i nazywała się Ha-Szachar (pol. świt). Powstała w 1943 roku z członków Departamentu Arabskiego i Departamentu Syryjskiego. Członkowie Ha-Szachar rekrutowali się przede wszystkim ze środowisk Żydów mizrachijskich i sefardyjskich (z rekrutacji wyłączone były kobiety). Jednostka odpowiedzialna była za wywiad w państwach arabskich, szkolenie agentów wywiadu oraz pojedyncze operacje (m.in. pomoc w przeprowadzeniu operacji „Dawid”). Mimo że jednostka podległa była 7 kompanii i 4 batalionowi, to w rzeczywistości otrzymywała bezpośrednie polecenia z dowództwa Palmachu i jemu też składała raporty. W sierpniu 1948 roku Ha-Szachar weszła jako jednostka składowa w struktury służb wywiadowczych. Tutaj również zajmowała się operacjami w państwach arabskich, wywiadem i szkoleniem. Rozwiązano ją w 1950 roku. Po tym wydarzeniu członkowie Ha-Szachar zostali przejęci przez służby odpowiedzialne za bezpieczeństwo.

## Mista’arawimwspółcześnie

### Szin Bet
Po wojnie o niepodległość Izraela Szin Bet (Szabak) postanowił zinfiltrować arabskie wsie i miasta w Izraelu, aby zebrać informacje na temat powiązań lokalnych społeczności z państwami arabskimi. Był to plan Issera Harela, pierwszego dyrektora tej służby. Nakazał części funkcjonariuszy nauczyć się zasad Koranu, mówienia po arabsku z lokalnym akcentem. Operację rozpoczęto w 1952 roku, uczestnicy operacji wyjechali do arabskich miejscowości, gdzie mieli zamieszkać i znaleźć pracę. Z czasem, w celu lepszego zakamuflowania, nakazano im założyć rodziny. Po 12 latach operacja stała się kontrowersyjna. Obawiano się, że powrót takich funkcjonariuszy i ich nowych rodzin do rzeczywistości izraelskiej będzie trudny. Z punktu widzenia prawa żydowskiego dzieci Żyda i kobiety niebędącej Żydówką nie mogą być bowiem uznane za Żydów. Mając to na uwadze, powołano specjalną komisję pod przewodnictwem naczelnego rabina Armii Obrony Izraela Szlomo Gorena, która orzekała żydowskość dzieci. Mimo tych zabiegów wiele z tych małżeństw nie przetrwało. Operację uznano za błąd, nawet pod kątem moralnym. Arabowie okazali się wspólnotą zamkniętą na nowe osoby pojawiające się w ich społecznościach. Dodatkowo Izraelczycy uznali, że wojskowy zarząd kontrolujący Palestyńczyków wystarczyłby do zbierania informacji o ludności arabskiej zamieszkującej Izrael .
Współcześnie Szabak również wykorzystuje mista’arawim do swoich działań podejmowanych przez Departament Arabski, który zajmuje się działaniami antyterrorystycznymi wśród społeczności izraelskich Arabów oraz Palestyńczyków zamieszkujących Zachodni Brzeg i Strefę Gazy. Departament posiada oddział mista’arawim podejmujący działania antyterrorystyczne .

### Armia Obrony Izraela

#### Jednostka 504
Jednostka 504 z Amanu kontynuuje tradycje Ha-Szachar z okresu kiedy Ha-Szachar weszła w skład służb wywiadu. Zajmuje się działaniami z zakresu HUMINT, odpowiada za działania wywiadu na terenach przygranicznych Izraela i sąsiadów, a także współpracuje ze służbami bezpieczeństwa Autonomii Palestyńskiej .

#### Sajjeret Szaked
W 1955 roku powstała nowa jednostka armii izraelskiej – Sajjeret Szaked. Powołano ją w celu patrolowania granic i zapobieganiu nielegalnej migracji Arabów. Żołnierze w niej służący mieli używać cywilnych ubrań i broni, która nie była na wyposażeniu regularnej armii. Ze względu na charakter działań i wyposażenie jednostka byłą krytykowana przez wojskowych. W latach 70 XX wieku ataki arabskich jednostek specjalnych nasiliły się, zaczęły im także towarzyszyć ataki ze strony Palestyńczyków. Postanowiono wtedy, że jednostka musi zmienić formę działań. Zaczęto ją szkolić w prowadzeniu działań nieregularnych. Żołnierze Sajjeret Szaked uczestniczyli w operacjach przeprowadzanych na terytorium państw arabskich, często w cywilnym przebraniu, udając członków społeczności lokalnych. Jednostka infiltrowała także miejscowości palestyńskie w Strefie Gazy i na Zachodnim Brzegu.

#### Jechidat Rimon
W 1970 roku z inicjatywy Ariela Szarona powstała Jechidat Rimon, jednostka specjalna, która miała zajmować się walką z terroryzmem w Strefie Gazy. Jej działania opierały się na infiltrowaniu Gazy i przekazywaniu armii informacji o bojownikach palestyńskich. Żołnierze z jednostki Rimon działali głównie pod przykrywką, upodabniając się do mieszkańców Gazy i zachowując się jak oni. Z czasem metody działania jednostki sprawiły, że zyskała ona miano „jednostki od likwidacji ”.

#### Jechidat Duwdewan
Jednostka Duwdewan powstała w 1986 roku jako jednostka specjalna podległa Dowództwu Centralnemu. Jej działania skupiały się głównie na obszarze Zachodniego Brzegu, aby zapobiegać popularyzowaniu działań terrorystycznych i likwidować terrorystów wśród Palestyńczyków. W swoim działaniu jednostka wykorzystuje głównie techniki walki i kamuflażu mista’arawim. Specjalizuje się w działaniach antyterrorystycznych, zwiadzie i odbijaniu zakładników.

#### Jechidat Szimszon
Po tym jak Dowództwo Centralne powołało do życia jednostkę Duwdewan, to Dowództwo Południowe, w 1986 roku, utworzyło Jechidat Szimszon. Działania jednostki skupiały się na Strefie Gazy, gdzie jej żołnierze dokonywali aresztowań, zbierali informacje wywiadowcze oraz likwidowali wybranych bojowników. Sposoby działania były podobne do jednostki Duwdewan .

### Straż Graniczna

#### Jamas
Jamas (hebr. ימ"ס) to akronim od Jechidat ha-Mista’arawim (hebr. יחידת המסתערבים). Jamas powstał na początku lat 90 XX wieku jako jednostka specjalna Straży Granicznej do przeprowadzania operacji na Zachodnim Brzegu Jordanu i w Strefie Gazy. Ich działalność skupia się wokół pozyskiwania informacji, obserwacji, operacji antyterrorystycznych, dokonywania zatrzymań, wsparcia innych formacji oraz zadań typu „uderz i uciekaj” (ang. hit-and-run tactics). Funkcjonariusze Jamasu podejmują również działania podczas palestyńskich demonstracji i zamieszek ulicznych. Wówczas kamuflują się jako ich uczestnicy, aby później wytypować i zatrzymać osoby wymagające aresztowania. Jamas zapobiega także przemytowi i nielegalnej migracji na terytorium Izraela , wspierając na tej płaszczyźnie także armię . Szczególnym obszarem, na którym skupia się Jamas jest Jerozolima ze względu na swój status oraz strukturę etniczną .

#### Matilan
Nazwa Matilan (hebr. מתיל"ן) to akronim od hebrajskich  słów modi’in, tacpijut, jjerut, lochma nejdet (hebr. מודיעין, תצפיות, יירוט, לוחמה ניידת, pol. wywiad, obserwacja, przejęcie, walka mobilna). Powstała w 1996 roku w celu zbierania informacji wywiadowczych na potrzeby Straży Granicznej, prowadzenia działań antyterrorystycznych, przeciwdziałaniu kradzieżom, przemytowi narkotyków i broni przy użyciu nowoczesnych technologii. Matilan działa na terenie całego kraju.

#### Jamam
Jamam (hebr. ימ"מ), akronim od Jechida Merkazit Mejuchedet (hebr. יחידה מרכזית מיוחדת, dosł. Centralna Jednostka Specjalna) powstał w 1974 roku jako odpowiedź na zamachy w Monachium, zamach w Ma’alot i nasilenie działalności terrorystycznej przez organizacje palestyńskie. Miała to być jednostka profesjonalna, czyli składająca się z żołnierzy i funkcjonariuszy zawodowych. Współcześnie uważana za jedną z najlepszych jednostek izraelskich w walce z terroryzmem i prowadzeniem negocjacji. W ramach jednostki istnieje również formacja mista’arawim, która zajmuje się zwiadem, poszukiwaniami przestępców, aresztowaniami na terytoriach palestyńskich .

### Policja Izraela

#### Gide’onim
W ramach struktur Policji Izraela funkcjonuje jednostka Gide’onim. Jest ona jednostką wywiadu operacyjnego, ale wykonuje zadania związane z przeprowadzaniem zwiadu, aresztowań, walką z terroryzmem i wsparciem działań innych jednostek. Jednostka powstała w 1990 roku, pod koniec I intifady. Miała ona wspomóc struktury Policji w dystrykcie Jerozolimy w przeprowadzaniu tajnych operacji i zbierania informacji na terenie miasta oraz Zachodniego Brzegu. Funkcjonariusze wykonują swoje zadania poprzez infiltrację palestyńskich dzielnic lub miejscowości, a także obserwację osób uznanych za zagrożenie dla bezpieczeństwa Izraela. Wszystko to odbywa się po wcześniejszym przygotowaniu i zapoznaniu z realiami terenu, na którym swoje zadania będą wykonywać funkcjonariusze .

## Specyfika szkolenia
Mista’arawim przechodzą odmienne szkolenie niż żołnierze lub funkcjonariusze zwykłych jednostek. Szkolenie takie trwa około 15 miesięcy i składa się z: podstawowego i zaawansowanego szkolenia wojskowego, szkoleń z nawigowania w terenie (również przy pomocy zdjęć, dronów i nawigacji satelitarnej), kursy z języka arabskiego, kultury arabskiej, lokalnych tradycji, szkolenia z kamuflażu, a także dodatkowych kursów specjalistycznych  .